# Jerónimo Teixeira
Jerónimo Teixeira ComC (1465?-1510) foi um fidalgo português da Casa Real, Comendador da Ordem de Cristo e Contador-Mor de Trás os Montes. Foi capitão da Armada da Índia de Diogo Lopes Sequeira, e comandante da nau Santa Clara aquando do seu naufrágio. 

## Biografia
Jerónimo de Macedo Teixeira nasceu provavelmente entre 1460 e 1470, filho de João Teixeira de Macedo (1440?-06 de Julho de 1506), Senhor de Teixeira,  Alcaide-Mor de Montalegre e Portelo, e Fidalgo da Casa Real e de Violante de Barros, presumidamente em Trás-os-Montes, donde a família era originária. Era também parente de Dr. Jorge de Amaral. 
Jerónimo Teixeira acabou por se casar com D. Filipa da Silva, viúva, no entanto, sem geração.[ligação inativa]
Jerónimo Teixeira era, tal como o seu pai, Fidalgo da Casa Real. Depois de D. Manuel subir ao trono, este foi feito Comendador da Ordem de Cristo. Foi também Contador-Mor de Trás-os-Montes. Um funcionário da Casa dos Contos, pertencente à divisão da chancelaria Real, em que a sua missão era a Administração das receitas e despesas públicas. Era, por isso, um fidalgo letrado, e educado nas Leis e no Direito. 
Pode-se provar tal afirmação, visto que foi procurador de João Chanoca quando este vendeu um foro de 2 moios de trigo na herdade da represa, em Beja por 120.000 reis e uma casa na Rua da Moeda de Beja por 12.000 reis a Rui Gomes (de Beja). Após a morte de seu pai, herdou deste 20.000 reis.
Em 1508 a cinco de Abril, sai de Lisboa na Armada de Diogo Lopes de Sequeira, sota-almirante da armada. Um jovem navegador, Fernão de Magalhães fez parte desta Armada, e revelar-se-ia um grande navegador e soldado, salvando Diogo Lopes de Sequeira de uma tentativa de assassinato em Malaca.
Juntamente com as outras naus de Diogo Lopes de Sequeira, tem por missão apoiar a instalação de uma feitoria em Malaca e abrir relações comerciais com o Sultão Mahmud Shah. Acaba por chegar a Cochim a 21 de Abril de 1509 e daí parte com a restante armada para Malaca. É, ora em Cochim, ora em Malaca, que o comando da nau-capitânia Santa Clara, passa para Teixeira. 
A 11 de Setembro de 1509, 1 ano e cinco meses depois da saída de Lisboa, Jerónimo agora comandante da nau Santa Clara, aporta em Malaca juntamente com o resto da Armada. Apesar de bem recebidos inicialmente, rapidamente os portugueses se viram em problemas, tanto diplomáticas como comerciais. Visto como uma intrusão no comércio entre o estreito de Malaca e as ilhas indonésias, foi planeada uma tentativa de destruir a expedição. Depois de uma revolta instigada pelos comerciantes e nobres locais contra o aumento de influência portuguesa, no início de 1510, as cinco naus da armada tiveram de retirar rapidamente da cidade, deixando para trás duas dezenas de prisioneiros, e algumas dezenas de feridos e mortos.
À vinda de Malaca para a Índia, a nau Santa Clara embateu num baixio, provocando a ruptura do casco e a entrada rápida de água nas suas cobertas. Neste naufrágio perde a vida Jerónimo Teixeira, sem deixar descendentes.